# جهاز تنظيم مياه الشرب والصرف الصحي وحماية المستهلك (مصر)
جهاز تنظيم مياه الشرب والصرف الصحي وحماية المستهلك هو جهاز حكومي مصري أنشئ بموجب القرار الجمهوري رقم 136 لسنة 2004 بهدف تنظيم ومتابعة ومراقبة كل ما يتعلق بأنشطة مياه الشرب والصرف الصحي على مستوى الجمهورية.